# Esmée Denters
Esmée Denters (* 28. September 1988 in Westervoort, Niederlande) ist eine niederländische Sängerin und Songwriterin, die über das Videoportal YouTube entdeckt und bekannt wurde.

## Musikalischer Werdegang
Schon in jungen Jahren wurde Esmée Denters musikalisch durch ihren Vater geprägt, der regelmäßig mit ihr und ihrer Schwester musizierte. Sie entwickelte dabei ein reges Interesse am Singen, sodass sie in den nächsten Jahren fast permanent dieser Beschäftigung nachging.
Ihre beste Freundin Mady unterstützte sie sehr.
2006 drehte Denters mit der Webcam ihrer Schwester kurze Gesangsvideos, meist Cover aktueller Stücke aus dem Soul-, Rhythm-and-Blues- und Hip-Hop-Bereich und veröffentlichte sie auf dem Videoportal YouTube. Diese fanden riesigen Anklang und Denters gewann weltweit viele Fans, besonders in ihrem Heimatland Niederlande. Es folgten zahlreiche Fernsehauftritte in den USA.
Auch erhielt sie Angebote von Plattenfirmen, die sie zunächst für Finten hielt. Schließlich ging sie ihnen doch nach und flog 2007 in die USA, um sich dort mit Produzenten zu treffen. Dort erschien ein Bericht über sie im Billboard Magazin. Erste Fotoshootings folgten und auf der After-Party der Grammy Awards traf sie zahlreiche Musikgrößen wie P. Diddy, Kelly Rowland und Justin Timberlake, der später einen Song für Denters produzierte.
Danach reiste sie nach Schweden, um mit professionellen Musikern und Produzenten an weiteren Stücken zu arbeiten. Als sie nach einer weiteren USA-Reise in die Niederlande zurückkehrte, erklärte sie in der Talkshow Jensen, bei Justin Timberlakes neuer Plattenfirma Tennman Records unter Vertrag zu sein. Es erschien ein neues Gesangsvideo auf YouTube, in dem Timberlake am Ende einen Gastauftritt hatte und dadurch alle bisherigen Besucherzahlen übertraf.
Im Juni 2007 ging Denters als Vorprogramm von Justin Timberlake auf Tour durch Belgien, Schweden, Dänemark, Norwegen und die Niederlande.
Inzwischen erschienen weitere Gesangsvideos mit prominenten Gastauftritten, darunter ein Duett mit Natasha Bedingfield.
Danach begann sie die Arbeit an ihrem ersten Album, weitere Videos auf YouTube zeigten sie im Tonstudio. Am 6. November 2007 trat Denters in der Oprah Winfrey Show auf, wo sie ankündigte, ihren Song Crazy Place zum Download auf ihrer offiziellen Internetseite bereitzustellen. Der Text macht auf die Armut in Ländern der Dritten Welt aufmerksam, daher kam der gesamte Erlös einer Menschenrechtsorganisation zugute.
Es folgte ein weiteres YouTube-Video, in dem sie das Duett Stop and Stare mit dem Sänger der Band One Republic sang. Den internationalen Durchbruch hatte Esmée Denters im Jahr 2009 mit Outta Here.
Am 15. September 2010 war sie zusammen mit Stanfour in der RTL-Seifenoper Gute Zeiten, schlechte Zeiten zu sehen.
2010 wurde sie mit dem European Border Breakers Award (EBBA) ausgezeichnet.
Im März 2013 gab Esmée über Facebook bekannt, dass sie den Vertrag bei Tennman Records oder Interscope Records verloren hat. Dadurch wurde ihr angekündigtes zweites Album Screaming out Loud nie veröffentlicht. Sie wolle aber mit ihrer Musik weitermachen und arbeitet alleine an ihrem Album und neuem Material. Inzwischen veröffentlicht sie wieder regelmäßig Videos auf dem YouTube.
Außerdem erlangte sie größere Bekanntheit durch die Teilnahme an der britischen Version der Castingshow The Voice.

## Trivia
- Ihre Schwester Daphne ist Musicaldarstellerin und hat ebenfalls ein Gesangsvideo auf YouTube veröffentlicht.

## Diskographie

### Alben
- 2009: Outta Here
- 2011: Screaming Out Loud

### Singles
- 2007: Crazy Place
- 2009: Outta Here
- 2009: Admit It
- 2010: Love Dealer (feat. Justin Timberlake)
- 2011: Tonight (feat. Matt Lennon)

### Kollaborationen
- 2010: Until You Were Gone (mit Chipmunk)
- 2010: Life without You (mit Stanfour)